# Dantoto
1. juli 2000 overtog Danske Spil Dantoto A/S som datterselskab i koncernen. Dantoto står for spil på heste og hunde, men datterselskabet fik blot lov at være vedhæng i knap fem år, for 1. januar 2005 blev Dantoto A/S fusioneret ind i Danske Spil, og Dantoto blev til en produktgruppe. 
Der udbydes dagligt spil på heste. I juni 2006 blev det muligt også at spille på hestevæddeløb på internettet. Dermed skete der en markant udvidelse af distributionen, hvilket også har medført en stor fremgang i spillet. 
DanTotospil er den samlede betegnelse for en række spil på heste- og hundevæddeløb, der udbydes af Danske Spil. DanTotospil omfatter følgende spilformer: Vinder, Plads og Kombinationsspil. 

## Vinderspil
Der spilles på, hvilken deltager der kommer først i mål. 
Gevinsten beregnes på følgende måde: Gevinstpuljen divideres med de på den sejrende deltager gjorte indskud, og det fremkomne resultat, der udregnes med to decimaler, angiver gevinsten pr. krone (odds). 

## Pladsspil
Der væddes på, at den spillede deltager placerer sig som 1. eller 2. (2 pladser i løbet) i mål, hvis der i Spillelisten er anført 6 eller færre deltagere til start. Hvis der er anført 7 eller flere, skal den spillede deltager placere sig som 1., 2. eller 3. (3 pladser i løbet) i mål.
Kommer der færre end 4 deltagere til start, tilbagebetales indskuddet. 
Gevinsten beregnes på følgende måde: Gevinstpuljen minus de på pladsdeltagerne gjorte indskud deles i lige så mange dele, som der er pladser i løbet. Hver del plus indskuddet på deltageren divideres med de på den enkelte deltager samlede gjorte indskud, og det fremkomne resultat, der udregnes med 2 decimaler, angiver gevinst pr. krone (odds). 

## Kombinationsspil med flere løb
Her finder vi spil som V4, V5, V65 og V75. Kombinationsspil i flere løb går ud på at angive vinderne i flere afdelinger (løb) på samme dag og samme bane. Spillene foretages på særlige kuponer. Løbene, der indgår i V4 spillet, betegnes som afdelingerne 1-4 og løbene, der indgår i V5 spillet, betegnes som afdelingerne 1-5. Løbene, der indgår i V65 og V64 spillet, betegnes som afdelingerne 1-6. Løbene, der indgår i V75 spillet, betegnes som afdelingerne 1-7.